# Plebiscito de Chihuahua de 2019
El Plebiscito de Chihuahua de 2019 fue un referéndum realizado en la ciudad de Chihuahua, México el domingo 24 de noviembre de 2019. Este plebiscito fue promovido por el colectivo Chihuahua Decide conformado por colectivos y organizaciones de la sociedad civil, como Wikipolítica Chihuahua, Red de Participación Ciudadana, SomosMásDe3 y Resistencia Civil Ciudadana. Dicha consulta buscaba determinar sí se llevaba a cabo el proyecto "Iluminamos Chihuahua" presentado por la alcaldesa María Eugenia Campos Galván a principios de abril del mismo año. El resultado del plebiscito se inclinó en favor de que el proyecto no se realizara. Este fue el primer ejercicio de su tipo en Chihuahua y también fue el primer plebiscito organizado en su totalidad por un Organismo Público Local Electoral (OPLE) en México.

## Contexto

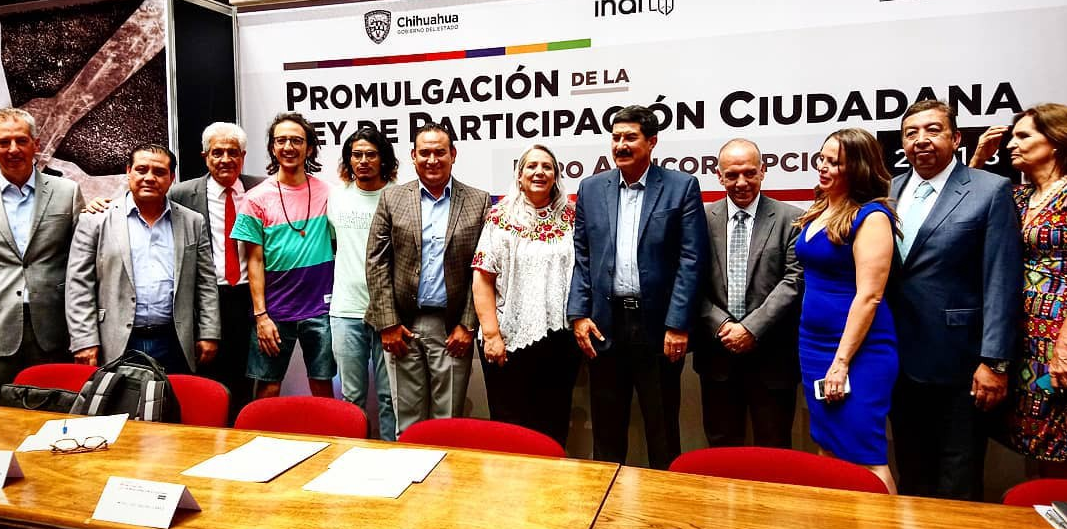
Integrantes de las OSC´s promotoras de la participación ciudadana en Chihuahua posan en una foto junto con el gobernador Javier Corral y miembros del gabinete del Gobierno Estatal.

### Ley de Participación Ciudadana del Estado de Chihuahua
Organizaciones de la sociedad civil del estado de Chihuahua promovieron la implementación de una ley de Participación ciudadana, lográndose luego de que el 11 de abril del 2017 cuando el gobernador Javier Corral Jurado presentó la iniciativa ante el Congreso del Estado.
El Congreso llevó a cabo siete Mesas Técnicas, donde se tuvo la participación de diversas organizaciones como la Red por la Participación Ciudadana, Plan Estratégico de Juárez y Wikipolítica Chihuahua. Después de esto se pausó el trabajo por cuatro meses, argumentando que se debía recopilar “copiosa” información obtenida en unos foros de participación ciudadana.
A pesar de haber iniciado como una propuesta de ley de avanzada, la Comisión de “Participación Ciudadana” estaba haciendo todo lo posible por retirarle a la ciudadanía toda capacidad real de participar y fue en ese momento cuando las organizaciones, específicamente Wikipolítica comenzó a presionar socialmente generando una campaña llamada #DependeDeNosotras que motivaba a las personas, por medio de videos en redes sociales, a comunicarse con la comisión y exigir que se tomaran en cuenta las propuestas de las organizaciones y asegurar una ley que en verdad permitiera e incentivara una participación real. A raíz de esas acciones, y rematando con un desplegado por parte de Plan Estratégico de Juárez donde evidenciaban la falta de compromiso de parte de la comisión, se abrió la oportunidad de renegociar la ley e incluir herramientas esenciales como:
- Revocación de Mandato
- Presupuestos Participativos
- Plebiscito y Referéndum
- Cabildo Abierto
- Iniciativa Ciudadana
- Audiencias Públicas

Junto con otras más.
La ley de participación Ciudadana se publica en el Periódico Oficial del Estado el 25 de junio de 2018.

### Presentación del proyecto
El 8 de abril de 2019, la alcaldesa María Eugenia Campos Galván presentó el proyecto "Iluminamos Chihuahua" que contemplaba la renovación de 81 mil 500 luminarias de la ciudad de Chihuahua, mediante una licitación a una empresa privada por un lapso de 15 años con un costo de 6 mil 200 millones de pesos. El proyecto debía ser primeramente aprobado por el cabildo del Municipio de Chihuahua y después, por obligación dada en la Ley de Disciplina Financiera de las Entidades Federativas y los Municipios, debía ser aprobado también por el Congreso del Estado.
Apenas 19 días después del anuncio de Campos Galván, el 26 de abril, el Ayuntamiento de Chihuahua en sesión de Cabildo aprobó el proyecto y facultar a la alcaldesa para presentar la iniciativa ante el Congreso de Chihuahua, entre señalamientos de opacidad y falta de análisis de parte de organizaciones sociales.

### Solicitud de Plebiscito
El Colectivo Chihuahua Decide, compuesto  por integrantes de la Red por Participación Ciudadana, Wikipolítica Chihuahua y Salvemos los Cerros de Chihuahua presentó el 7 de mayo una solicitud de Plebiscito para el proyecto ‘Iluminamos Chihuahua’, con la finalidad de someter a consulta el acuerdo tomado por el Cabildo el 26 de abril,
La solicitud fue autorizada el 24 de junio, por el pleno del concejo del Instituto Estatal Electoral de Chihuahua pero haciendo hincapié en que los solicitantes debían reunir por ley las firmas de 3 mil 424 ciudadanos del Municipio de Chihuahua. Las alcaldesa de Chihuahua, María Eugenia Campos declaró el día siguiente que "El plebiscito no es vinculatorio, por lo que el resultado de este no debe de impedir a los legisladores aprobarlo o no", Esa misma tarde el gobernador Javier Corral Jurado  recalcó el carácter vinculante de los plebiscitos solicitados. Posteriormente el Congreso optó, después de diversas discusiones no votar el proyecto hasta que se realizara el plebiscito.
La recolección de firmas inició el 1 de julio de 2019, usando la aplicación móvil del Instituto Nacional Electoral viéndose interrumpida el 26 de julio y finalizando el 28 de septiembre, siendo revisadas posteriormente por el Instituto Nacional Electoral, que comunicó al Instituto Estatal Electoral que eran en su mayoría válidas. Durante esta etapa los solicitantes lograron reunir más de 3 mil 700 firmas.
Finalmente, el plebiscito fue aprobado por el Instituto Estatal Electoral el 8 de octubre, dado que se habían cumplido todos los requisitos ante lo que anunció también que tendría un costo de 8.9 millones de pesos. Para el 20 de octubre, el Instituto anunció que el plebiscito sería llevado a cabo el 24 de noviembre y el 23 de octubre se definió que se usarían urnas electrónicas, mientras que el 31 de octubre de aprobó la boleta electrónica a usar y finalmente el 6 de noviembre se anunció que serían instaladas 188 Mesas Receptoras de Votación en todo el Municipio.

## Campaña
La campaña arrancó a principios del mes de noviembre y en ella el Gobierno Municipal promovió el voto por el "Sí" mientras que el colectivo Chihuahua Decide junto con varias asociaciones que solicitaron el plebiscito promovieron el voto por el "No". Así mismo los promoventes del plebiscito decidieron impugnar en el Tribunal Estatal Electoral el acuerdo que fijaba la fecha del plebiscito, recortando de 90 días a 34, argumentando que se vulneraba y obstruía la máxima participación ciudadana, dado que se entendía que a mayor tiempo para difusión mayor participación ciudadana.  Sin embargo, el Tribunal negó extender el tiempo y por consiguiente, el colectivo decidió apelar a la Sala Regional de Guadalajara y del Tribunal Electoral del Poder Judicial de la Federación, el cual volvió a negar dicha extensión.

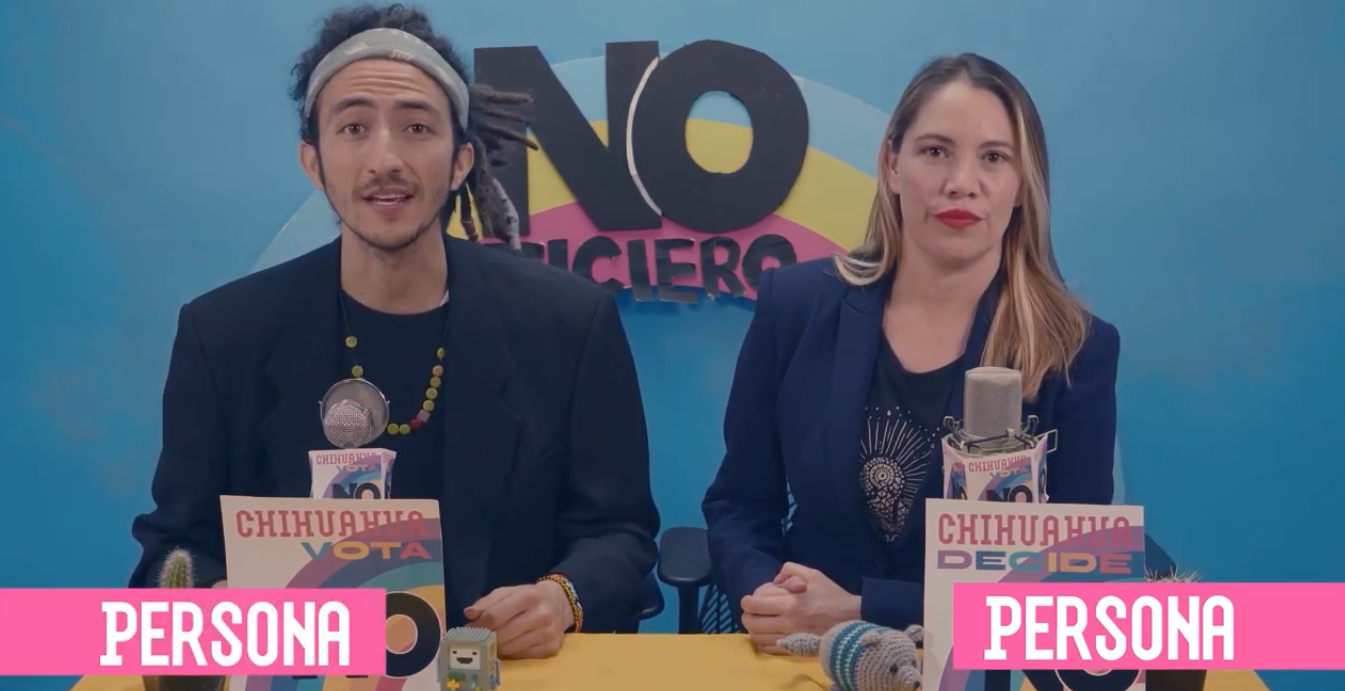
NOticiero realizado por el colectivo promovente del plebiscito para informar y promover el voto por el NO.

### Campaña de los promoventes del Plebiscito
Paralelamente se empezó a articular una narrativa y una campaña mediática por parte de las promoventes, inspirados en el Plebiscito nacional de Chile de 1988, llevado a cabo durante la dictadura militar, mismo que resultó en la salida del dictador chileno Augusto Pinochet del poder al quedar vencedora la opción del "No". Decidieron homenajear dicho evento adoptando y modificando el logo del NO junto con el ya característico arcoíris, además  de la creación del vídeo "NO-ticiero", que incluía cápsulas informativas y sátiras en torno al proyecto de “Iluminamos Chihuahua”, también se manejaron brigadas informativas, publicidad en la calle, como lonas, volantes y calcomanías.

### Involucramiento de partidos políticos
Durante el proceso de campaña, diversos miembros del Partido Acción Nacional como Fernando Álvarez Monje y Georgina Bujanda Ríos, diputados a la LXVI Legislatura del Congreso del Estado de Chihuahua; María Eugenia Campos Galván, alcaldesa de Chihuahua; Rocío Reza Gallegos, dirigente estatal del PAN y Francisco Navarro, dirigente municipal del PAN entre otros, se manifestaron a favor del proyecto, mientras que miembros del partido Morena como el excandidato a la alcaldía en las elecciones de 2018 Fernando Tiscareño Luján, el senador Cruz Pérez Cuéllar y los diputados locales por Morena, manifestaron su rechazo al proyecto; mientras que el dirigente estatal del Partido Revolucionario Institucional, Omar Bazán Flores invitó a los militantes de su partido a no participar en el plebiscito, aunque se registraron movilizaciones de su partido el día del plebiscito. Por su parte, el alcalde de Hidalgo del Parral, Alfredo Lozoya Santillán, aseguró que el plebiscito se trataba de un fraude.

### Foro Plebiscito Chihuahua 2019

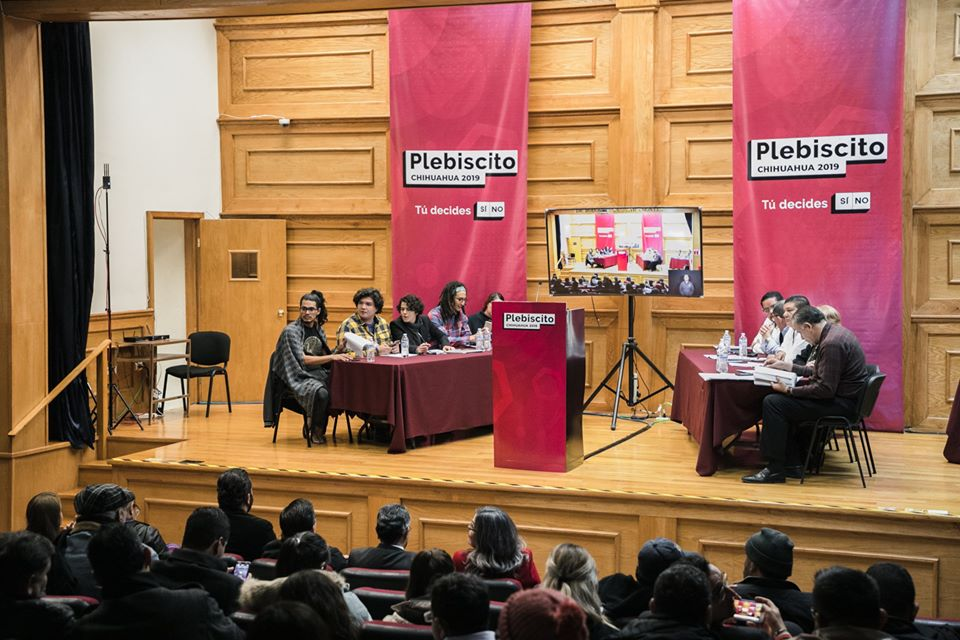
En este foro las dos partes involucradas expresaron sus posturas y argumentos sobre el proyecto de alumbrado público que se sometería a consulta ciudadana el domingo 24 de noviembre de 2019.

Después de presiones por parte de los promoventes del plebiscito, el Instituto Estatal Electoral decidió organizar un foro en el auditorio "Dr. Rodolfo Cruz Miramontes" de la Facultad de Derecho de la Universidad Autónoma de Chihuahua el día 12 de noviembre, en donde los integrantes del colectivo Chihuahua Decide debatieron sobre el proyecto con funcionarios de primer nivel del gobierno municipal.
Fueron cinco participantes, por cada parte, quienes estuvieron a cargo de exponer sus posturas y argumentos, respectivamente. Del grupo de promoventes fueron Juan Carlos Arregoitia Aguirre, Valeria Villalobos Avilés, Nayo Rodríguez Varela, Ana Cristina Arzate Orozco y Carlos Demetrio Olvera Fernández, mientras que por parte del Gobierno Municipal de Chihuahua, fueron Luis Fernando Valencia Chavira, Ignacio Federico Muruato Rocha (Director de Mantenimiento Urbano), Aída Amanda Córdova Chávez (Tesorera Municipal), Arturo García Portillo (Coordinador del proyecto "Iluminamos Chihuahua") y César Gustavo Jáuregui Moreno (Secretario del Ayuntamiento).

## Resultados
|  | 42.72 % |

|  | 56.79 % |

|  | 99.51 % |

|  | 0.49 % |

|  | 8.94 % |

|  | 91.06 % |

El plebiscito de Chihuahua resultó un referente nacional, como el ejercicio de participación ciudadana con más votación en la historia del país. Con 62, 032 votos, significando el 8.94 %. Superando por 40, 000 mil votos más a la Ciudad de México en la consulta del Corredor Chapultepec.

## Consecuencias
Como consecuencia de los resultados de este plebiscito, la alcaldesa Maru Campos declaró que atendería la decisión de la ciudadanía y cancelaría el Proyecto. Posteriormente, en el municipio de Juárez, el alcalde Héctor Armando Cabada Alvídrez, decidió “desistir” de su proyecto de reconversión tecnológica del alumbrado público, dejando sin materia ni objeto al que sería el segundo plebiscito del estado de Chihuahua.
Por otra parte, el gobernador Javier Corral Jurado mencionó en entrevista con medios que su administración apoyaría con recursos a los municipios de Chihuahua y Juárez para realizar los proyectos de modernización de los sistemas de alumbrado público de ambas ciudades.

## Controversias
- Durante la etapa de recolección de firmas el colectivo Chihuahua Decide denunció que beneficiarios de apoyos sociales y educativos de gobierno municipal, además de funcionarios del Municipio fueron acarreados por órdenes de la alcaldesa María Eugenia Campos Galván, para ir a dar su firma sin saber que era lo que estaban firmando.[40][41]
- Durante la jornada de participación ciudadana se denunciaron coacciones encaminadas al fraude electoral tales como el acarreo de votantes por parte de funcionarios públicos y policías municipales que entraron a los centros de votación para inhibir el voto a favor de la opción "No".[42]
- El regidor del municipio de Chihuahua perteneciente a la fracción parlamentaria del Partido Acción Nacional, Luis Terrazas Fraga declaró ante los medios de comunicación acusando falsamente que los opositores al proyecto de reconversión del alumbrado público “Iluminamos Chihuahua” eran vendedores de droga y por ello se oponían a que la calles estuviesen iluminadas.[43]